# ビショッフェン
ビショッフェン (ドイツ語: Bischoffen) はドイツ連邦共和国ヘッセン州ギーセン行政管区のラーン＝ディル郡に属す町村（以下、本項では便宜上「町」と記述する）である。

## 地理

### 位置
ビショッフェンは、アールタール堰沿いのニーダーヴァイトバッハ盆地に位置する。ディル川左岸の支流であるアール川を堰き止めた広さ 57 ヘクタールのこの人造湖は、主に洪水対策のために用いられていたが、やがてレジャーアクティビティにも利用されるようになった。

### 隣接する市町村
ビショッフェンは、北はバート・エントバッハおよびグラーデンバッハ、東はローラ（以上3市町村はいずれもマールブルク＝ビーデンコプフ郡）、南東はビーバータール（ギーセン郡）、南はホーエンアール、南西はミッテンアール、西はジークバッハ（以上3市町村はいずれもラーン＝ディル郡）と境を接している。

### 自治体の構成
ビショッフェンは、ビショッフェン地区、ニーダーヴァイトバッハ地区（行政機関所在地）、オーバーヴァイトバッハ地区、ロスバッハ地区、ヴィルスバッハ地区で構成されている。

## 歴史
ニーダーヴァイトバッハおよびオーバーヴァイトバッハは、早くも800年頃のフルダ修道院のエーバーハルディ文書に初めて記述されている。他の集落の記述は13世紀末から14世紀初めにかけてなされている。これらの集落は様々な聖界あるいは俗界領主の支配を受けたが、時代とともに、所領分割、借金の質草あるいはフェーデによって現在の町域の大部分がゾルムス伯領に統合されていった。
ヘッセン方伯、マインツ選帝侯、帝国自由都市ヴェッツラー、ナッサウ伯の支配地域の狭間に位置することから常に政治的に不安定な状態に置かれていた。三十年戦争で住民たちは貧困、飢餓、破壊に苦しんだ。この集落たちがそうした状態から立ち直るには長い時間を要した。
現在のビショッフェン地区は中世にはオーバービショッフェンとニーダービショッフェンに分かれていた。オーバービショッフェンは、飢餓、戦争の影響、1356年から1432年のペストによって荒廃した。その後の文献では、ニーダービショッフェンが単にビショッフェンと記述されている。デルンバッハのフェーデ後、長い分水界（グラーデンバッハ、ラーヒェルスハウゼン、ヒュルスホーフ、アンゲルブルク、リックスフェルト）を越えるケルン - ライプツィヒ交易路が衰退し、アールタール（アール川の谷）が新しいケルン - ライプツィヒ交易路として重要性を増した。そのルートはディレンブルク/ヘルボルンからオッフェンバッハ、ビショッフェン、ニーダーヴァイトバッハ、ロスバッハ、アルテンヴァースを経てマールブルクに至る。この街道は、ヘッセンの国境防衛施設（ミッテルヘッセン国境防衛線）沿いのビショッフェン近郊で通行税徴収のために遮断された。この古い街道を現在は連邦道 B255号線が引き継いでいるが、ニーダーヴァイトバッハからは古いルートから外れている。
かつてビショッフェンが属していたゾルムス伯領アムト・ケーニスベルクは、ヘッセン方伯とゾルムス伯が等分して統治していた。1628年10月30日にヘッセン＝ダルムシュタット方伯とゾルムス伯は協定を結び、これによってアムト・ケーニスベルクは最終的に方伯領となった。これ以後、現在のビショッフェン町内の集落は、1866年までヘッセン＝ダルムシュタット方伯領に属した。その後は1945年までプロイセン王国のヘッセン＝ナッサウ州ビーデンコプフ郡に属した。
ヘッセン州の地域再編に伴って、1974年7月1日にビショッフェン、ニーダーヴァイトバッハ、オーバーヴァイトバッハ、ヴィルスバッハが自主的に合併し、新たなビショッフェン町が形成された。ロスバッハはこれ以前の1972年4月1日にニーダーヴァイトバッハに編入されていた。
地理上の位置と経済的指向からビショッフェンは1972年7月1日にヴェッツラー郡に編入され、1977年1月1日にラーン＝ディル郡に移行した。

### 領邦と行政組織の推移
以下にビショッフェンを統治した領邦や行政体の一覧を列記する。
- 1356年: 神聖ローマ帝国ヘッセン方伯領アルテンキルヒェン十分の一税区
- 1464年: 神聖ローマ帝国ヘッセン方伯領アムト・ケーニスベルク
- 1569年以降: 神聖ローマ帝国ヘッセン＝ダルムシュタット方伯領アムト・ケーニスベルク、アルテンキルヒェン裁判区
- 1806年以前: 神聖ローマ帝国ヘッセン＝ダルムシュタット方伯領ギーセン行政管区アムト・ケーニスベルク[5]
- 1806年から: ヘッセン大公国ギーセン行政管区アムト・ケーニスベルク
- 1815年から: ドイツ連邦ヘッセン大公国オーバーヘッセン州アムト・グラーデンバッハ[6]
- 1821年から: ドイツ連邦ヘッセン大公国オーバーヘッセン州グラーデンバッハ管区
- 1832年から: ドイツ連邦ヘッセン大公国オーバーヘッセン州ビーデンコプフ郡
- 1848年から: ドイツ連邦ヘッセン大公国ビーデンコプフ行政管区
- 1852年から: ドイツ連邦ヘッセン大公国オーバーヘッセン州ビーデンコプフ郡
- 1867年から: 北ドイツ連邦プロイセン王国ヘッセン＝ナッサウ州ヴィースバーデン県ビーデンコプフ郡
- 1871年から: ドイツ国プロイセン王国ヘッセン＝ナッサウ州ヴィースバーデン県ビーデンコプフ郡
- 1918年から: ドイツ国プロイセン自由州ヘッセン＝ナッサウ州ヴィースバーデン県ビーデンコプフ郡
- 1932年から: ドイツ国プロイセン自由州ヘッセン＝ナッサウ州ヴィースバーデン県ディレンブルク郡
- 1933年から: ドイツ国プロイセン自由州ヘッセン＝ナッサウ州ヴィースバーデン県ビーデンコプフ郡
- 1945年から: アメリカ管理地区（ドイツ語版）グロース＝ヘッセン（ドイツ語版、英語版）、ヴィースバーデン行政管区ビーデンコプフ郡
- 1949年から: ドイツ連邦共和国ヘッセン州ヴィースバーデン行政管区ビーデンコプフ郡
- 1968年から: ドイツ連邦共和国ヘッセン州ダルムシュタット行政管区ビーデンコプフ郡
- 1974年から: ドイツ連邦共和国ヘッセン州ダルムシュタット行政管区ヴェッツラー郡
- 1974年7月1日: ビショッフェン、ニーダーヴァイトバッハ、オーバーヴァイトバッハ、ヴィルスバッハが合併して新たな自治体ビショッフェンが成立
- 1977年から: ドイツ連邦共和国ヘッセン州ダルムシュタット行政管区ラーン＝ディル郡
- 1981年から: ドイツ連邦共和国ヘッセン州ギーセン行政管区ラーン＝ディル郡

## 行政

### 町議会
ビショッフェンの町議会は23議席で構成される。

### 首長
首長は、ヘッセン州の地方自治体法によれば、首長の他ビショッフェンの場合には6人の名誉職によって構成される自治体指導部の長である。この町の町長は2010年6月1日から無所属のラルフ・ヴェノールが務めている。

### 諮問委員会
ビショッフェンには委員長と5人の委員からなる諮問委員会がある。2016年のヘッセン州地方選挙以後、ディーター・シュナイダーが委員長を務めている。

### 紋章
この町は、1987年12月18日にヘッセン州内務大臣により以下の紋章の使用が許可された。ビショッフェン町の紋章は、銀の斜め波帯で二分割。向かって左上は青地で司教杖の内側に向かう金の湾曲部分。向かって右下は緑地に金の貝殻。

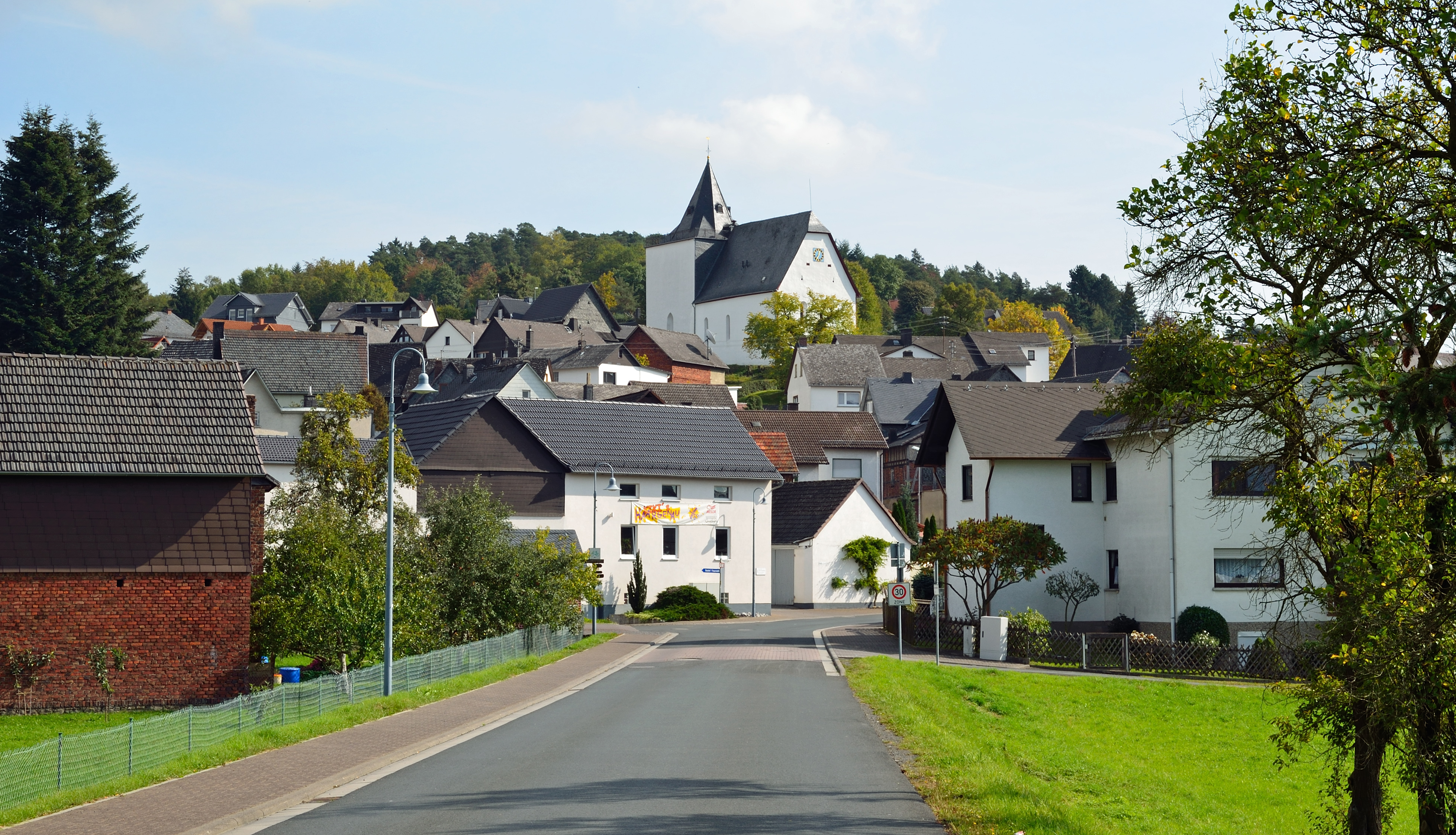
ニーダーヴァイトバッハの福音主義マリエン教会

斜めの波帯は、町内を流れるアール川を、司教杖 (ドイツ語: Bischofsstab) の湾曲部はこの町の名前を暗示している。ヤコブの貝殻は、ニーダーヴァイトバッハの福音主義マリエン教会の祭壇に祀られた聖ヤコブの象徴である。ニーダーヴァイトバッハは1357年からヤコブの巡礼道沿いに位置している。

#### ビショッフェン地区の紋章
図柄: 青地に直立し、赤い舌と爪で威嚇する銀の獅子。その右前脚に金の司教杖を握っている。
この紋章は1957年4月26日にヘッセン州内務大臣に認可された。